# ジョン・モリツグ
ジョン・モリツグ（Jon Moritsugu、1965年 -）は、アメリカ合衆国の映画監督。日系アメリカ人。

## 人物
作品は不条理コメディを中心とする。ローファイな画質が特徴で、時には荒い画像を得るために16mmフィルムで撮影したりもする。夫人でレスポートサックのデザインなどを手がけるデザイナーでもあるエイミー・デービスを女優として起用することもある。
ブラウン大学の卒業制作作品であったDer Elvisは、『ヴィレッジ・ヴォイス』誌の批評家J・ホバーマン（J. Hoberman）によって1980年代の映画のトップ50に選ばれている。
また、モリツグは1997年から1998年の間、ノー・ノー・ボーイというパンク・バンドで活動していた。このバンドは、ジョン・オカダの小説『ノー・ノー・ボーイ』から名付けられたものである。

## 映画作品
- Der Elvis（1987年）
- My Degeneration（1989年）
- Hippy Porn（1991年）
- Terminal USA（1993年）
- Mod Fuck Explosion（1994年）
- Fame Whore（1997年）